# Scott Allan
Scott Allan (* 28. November 1991 in Glasgow) ist ein schottischer Fußballspieler, der zuletzt bei Hibernian Edinburgh unter Vertrag stand.

## Karriere

### Verein
Scott Allan wurde im November 1991 in Glasgow, der größten Stadt Schottlands, geboren. Er besuchte die Rosshall School im Stadtteil Crookston. In seiner Jugend wurde bei ihm Diabetes Typ 1 festgestellt. Im Alter von zehn Jahren wechselte Allan im Jahr 2001 in die Youth Academy von Dundee United, für die er bis zum Jahr 2010 die Juniorenmannschaften des Vereins vertrat. Ab dem Jahr 2010 stand der Mittelfeldspieler mehrfach im Kader, zu seinem Debüt für die Tangerines kam es aber erst nach einer Leihe zum Drittligisten Forfar Athletic in der Saison 2010/11. Für den Verein aus Forfar spielte er im gesamten Saisonverlauf nur dreimal. Nach der Rückkehr zu United debütierte er im Auswärtsspiel bei Heart of Midlothian im Juli 2011 erstmals im Trikot der Tangerines. Von den acht Ligaspieleinsätzen absolvierte Allan unter Peter Houston vier in der Anfangsformation. Im Januar 2012 wurde der 20-Jährige für eine Ablösesumme von £300,000 an den englischen Verein West Bromwich Albion transferiert. Einen Monat nach seiner Verpflichtung wurde der Schotte bis zum Saisonende 2011/12 an den Zweitligisten FC Portsmouth verliehen. Eine weitere Leihe folgte von September bis Oktober 2012 bei den Milton Keynes Dons aus der League One, bevor er von Oktober 2012 bis Januar 2013 an die mittlerweile drittklassigen Pompeys aus Portsmouth weiter verliehen wurde. Über die gesamte Spielzeit 2013/14 wurde Allan an den Zweitligisten Birmingham City verliehen. Nach dem Ende der Vertragslaufzeit in England im Sommer 2014 wechselte Allan zum schottischen Erstligaabsteiger Hibernian Edinburgh. Bei den Hibs avancierte er erstmals in seiner Karriere zum Stammspieler und absolvierte 33 von 36 möglichen Ligaspielen. Hinter dem Stadtrivalen Heart of Midlothian errang Allan mit seinem Team um Spieler wie Jason Cummings, Mark Oxley, David Gray, Paul Hanlon, Liam Fontaine, Lewis Stevenson, Dylan McGeouch, Liam Craig und Scott Robertson die Vizemeisterschaft. Zudem wurde Allan zum Zweitliga-Spieler des Jahres 2015 gewählt. Im August 2015 unterschrieb Allan nach zahlreichen Angeboten anderer Vereine einen Vierjahresvertrag bei Celtic Glasgow. Im Gegenzug wechselte Liam Henderson von Celtic Leihweise nach Edinburgh. Für Celtic spielte Allan in der Saison 2015/16 nur dreizehnmal in der Liga, davon zweimal in der Startelf. Er feierte mit dem Verein trotz seiner wenigen Einsätze den Meistertitel in Schottland. Im August 2016 wurde der 24-jährige nach England an Rotherham United verliehen. Eine weitere Saison später an den FC Dundee, und Hibernian Edinburgh. Nach Edinburgh wechselte Allan ein Jahr später als feste Verpflichtung. Im März 2021 wurde er dann bis zum Saisonende an Zweitligist Inverness Caledonian Thistle verliehen.

### Nationalmannschaft
Scott Allan debütierte im Jahr 2007 in der schottischen U-17 Nationalmannschaft gegen Österreich in Villach. Bis zu seinem letzten Spiel in dieser Altersklasse im Januar 2008 gegen Malta hatte er zuvor drei Partien absolviert. Neben seinen vier Einsätzen, die er von 2007 bis 2008 in der U-17 absolvierte, debütierte der Mittelfeldspieler im August 2011 in der Schottischen U-21 gegen Norwegen. Im September 2012 absolvierte er das letzte von insgesamt zehn Spielen in der U-21.

## Erfolge
Individuell:
- Scottish Championship PFA Player of the Year: 2015

mit Celtic Glasgow:
- Schottischer Meister: 2016